# Flightline (cheval)
Flightline est un cheval de course pur-sang anglais américain né en 2018. Il détient, avec Frankel, le plus haut rating jamais décerné par la Fédération internationale des autorités hippiques de courses au galop.

## Carrière de course
Né dans la pourpre, élevé dans le Kentucky, Flightline fait monter les enchères jusqu'au million de dollars lors des ventes de yearlings de Fasing Tipton à Saratoga. Envoyé en Californie chez l'entraîneur John Sadler,  le poulain reste au box à 2 ans, la faute à une blessure contractée dès son arrivée à l'écurie. Il débute seulement en avril 2021, c'est-à-dire bien trop tard pour participer au printemps classique et à la Triple Couronne. Monté par celui qui sera son unique partenaire, le Français Flavien Prat, exilé aux États-Unis depuis 2015 et rapidement devenu l'un des meilleurs jockeys du pays, ses premiers pas ne passent pas inaperçus : c'est une promenade de santé, sanctionnée d'un écart de plus de 13 longueurs avec ses poursuivants et un chrono du tonnerre. Mais les malheurs s'accumulent et le poulain doit à nouveau garder le box pour cause de blessure au pied. L'été passe. En septembre, retour de l'enfant prodige. Et confirmation qu'il n'a rien d'un cheval ordinaire : il remporte une allowance, 13 longueurs à nouveau, et à nouveau un chrono de feu. Flightline joue un peu les Arlésiennes, et il faut encore attendre plusieurs mois pour le revoir, cette fois dans un groupe 1, les Malibu Stakes, disputé en toute fin d'année. Les sceptiques seront confondus : Flightline écœure l'opposition, 11 longueurs à l'arrivée. 
Flightline est un cheval rare, et six mois passent encore, en raison d'un énième contretemps. Mais quand il revient, il ne déçoit pas et Life Is Good, qui passe pour le meilleur cheval du pays, peut trembler. Dans le Metropolitan Handicap, Flightline fait ses premiers pas sur le mile et gagne par 6 longueurs, presque un faible écart pour lui, mais le chrono est encore une fois époustouflant. Montant encore en distance, le revoilà au sortir de l'été sur les 2 000 mètres du Pacific Classic. L'opposition est solide, emmenée par Country Grammer, qui en début d'année s'est adjugé la richissime Dubaï World Cup aux dépens d'un certain Life Is Good. Mais l'opposition ne s'oppose guère, et se contente d'assister de loin au triomphe du nouveau rêve américain. Flightline vole, les autres galopent. Il ne les voit jamais d'ailleurs, il est devant et sur une autre planète. Quand il passe le poteau, au ralenti, on compte : 5, 10, 15, 20 longueurs avant que Country Grammer pointe ses naseaux. On ne sait pas trop quels superlatifs seront dignes d'une telle performance. Alors à défaut de mots, on sort les chiffres : chez Timeform un 143, c'est-à-dire le sixième plus haut rating de l'histoire, à une livre de la référence absolue pour les Américains, Secretariat ; à la FIAH, un 139, corrigé en fin de saison à 140, soit un score identique à celui du dieu européen Frankel. 140, c'est le plus haut rating jamais décerné. Alors certes il faut relativiser, car nombre de légendes des courses américaines n'ont pas été notées par ces deux institutions. Mais, si l'on s'en tient aux seuls ratings, on affaire au meilleur cheval américain du XXIe siècle, quand les deux vainqueurs de la Triple Couronne du second millénaire, American Pharoah et Justify, piquent du nez à 138 (Timeform) et 134 (FIAH) pour le premier, et 127 et 124 pour le second.      
Ne reste plus à Flightline qu'à parachever son triomphe dans la Breeders' Cup Classic, et s'assurer le titre suprême de cheval de l'année. Le crack est attendu comme le messie et sept téméraires se dressent sur son chemin, de l'improbable vainqueur du Kentucky Derby Rich Strike au champion miler Life is Good (Breeders' Cup Dirt Mile, Pegasus World Cup, Woodward Stakes...), en passant par les deux meilleurs 3 ans de l'année, Epicenter (Travers Stakes) et Taiba (Santa Anita Derby). La course se déroule comme prévu. Life is Good, pétri de vitesse, démarre comme un dragster, marqué à la culotte par Flightline et le duo prend rapidement ses distances avec le peloton, bientôt une dizaine de longueurs. Dans la ligne d'en face, Flavien Prat permet à son cheval de prend un bon bol d'air, puis le lance dans le dernier tournant. Flightline se porte sans difficulté à hauteur de Life is Good puis, d'une accélération exceptionnelle, le dépose en deux foulées, le laissant assommé, écœuré, se faire avaler par le peloton et terminer pénible cinquième. Flightline, impitoyable, n'en a cure et s'envole. On compte les longueurs même si Flavien Prat n'insiste pas longtemps et laisse le crack dérouler jusqu'au poteau. Il y en aura 8, un peu plus même : c'est le plus grand écart jamais enregistré dans un Classic, deux longueurs de plus qu'American Pharoah en 2015.      
Flightline, sans surprise et sans opposition, est élu cheval de l'année 2022. Mais pour grand champion qu'il fût, il restera un météore. Sa carrière si souvent contrariée restera aussi tristement brève, six apparitions seulement, un petit tour et puis s'en va, Flightline rejoint le haras pour la saison de monte 2023. Il s'agit de n'écorner à aucun prix l'image d'un crack hors du commun, au palmarès immaculé. Il faut dire que les sommes en jeu donnent à réfléchir : quelques jours après la Breeders' Cup, 2,5% de la propriété du cheval sont adjugés pour 4,6 millions de dollars, ce qui situe la valeur théorique de Flightline à 184 millions de dollars. De quoi refroidir toute velléité de prise de risque sportive, comme par exemple faire courir ce cheval de course sur un champ de course. Ce qui, pourtant, semble a priori sa raison d'être.       

### Résumé de carrière
| Date        | Hippodrome  | Pays        | Course                | Statut      | Distance    | Jockey       | Place       | Écart       | Chrono      | Deuxième        |
| 2021, 3 ans | 2021, 3 ans | 2021, 3 ans | 2021, 3 ans           | 2021, 3 ans | 2021, 3 ans | 2021, 3 ans  | 2021, 3 ans | 2021, 3 ans | 2021, 3 ans | 2021, 3 ans     |
| ----------- | ----------- | ----------- | --------------------- | ----------- | ----------- | ------------ | ----------- | ----------- | ----------- | --------------- |
| 24 avril    | Santa Anita | États-Unis  | Maiden                |             | 1 200 m     | Flavien Prat | 1er / 7     | 13 ½        | 1'08"75     | Brutto          |
| 5 septembre | Del Mar     | États-Unis  | Allowance             |             | 1 200 m     | Flavien Prat | 1er / 6     | 13          | 1'08"05     | Escape Route    |
| 26 décembre | Santa Anita | États-Unis  | Malibu Stakes         | Gr. 1       | 1 400 m     | Flavien Prat | 1er / 7     | 11 ½        | 1'21"37     | Baby Yoda       |
| 2022, 4 ans |             |             |                       |             |             |              |             |             |             |                 |
| 11 juin     | Santa Anita | États-Unis  | Metropolitan Handicap | Gr. 1       | 1 600 m     | Flavien Prat | 1er / 5     | 6           | 1'33"59     | Happy Saver     |
| 3 septembre | Del Mar     | États-Unis  | Pacific Classic       | Gr. 1       | 2 000 m     | Flavien Prat | 1er / 6     | 19 ½        | 1'59"28     | Country Grammer |
| 5 novembre  | Keeneland   | États-Unis  | Breeders' Cup Classic | Gr. 1       | 2 000 m     | Flavien Prat | 1er / 6     | 8 ¼         | 2'00"05     | Olympiad        |

## Au haras
Flightline prend ses quartiers d'étalon à Lane's End Farm dans le Kentucky, le haras de la famille Farrish. Son prix de saillie témoigne de la confiance placée en lui, puisqu'il démarre à $ 200 000 (le plus haut tarif jamais proposé pour un débutant au haras, à égalité avec Ghostzapper), un prix qui, au rythme de 160 à 180 saillies par an, laisse entrevoir des gains considérables pour ses propriétaires, et explique la valeur exceptionnelle du cheval. 

## Origines
Flightline est un fils du grand étalon Tapit, vainqueur des Wood Memorial Stakes et triple tête de liste des étalons américains (2014, 2015, 2016), qui l'année de sa conception monnayait ses services à $ 300 000, soit le plus haut tarif pratiqué sur le sol américain. Sa mère, Feathered, comptait parmi les meilleures pouliches de sa génération, comme en témoignent ses accessits dans les Frizette Stakes et les Starlet Stakes à 2 ans, puis les American Oaks l'année suivante. À la sortie de l'entraînement, en novembre 2016, elle fut adjugée pour 2,35 millions de dollars alors qu'elle était pleine de War Front. Le poulain n'eut guère de succès, mais le suivant était Flightline. Feathered est une petite-fille de l'excellente Finder's Fee, une élève d'Ogden Phipps lauréate à 2 ans des Matron Stakes et à 3 ans des Acorn Stakes. 

### Pedigree
| Origines de Flightline (USA), mâle bai né en 2018 | Origines de Flightline (USA), mâle bai né en 2018 | Origines de Flightline (USA), mâle bai né en 2018 | Origines de Flightline (USA), mâle bai né en 2018 |
| ------------------------------------------------- | ------------------------------------------------- | ------------------------------------------------- | ------------------------------------------------- |
| Père Tapit 2001                                   | Pulpit 1994                                       | A.P. Indy 1989                                    | Seattle Slew                                      |
| Père Tapit 2001                                   | Pulpit 1994                                       | A.P. Indy 1989                                    | Weekend Surprise                                  |
| Père Tapit 2001                                   | Pulpit 1994                                       | Preach 1989                                       | Mr. Prospector                                    |
| Père Tapit 2001                                   | Pulpit 1994                                       | Preach 1989                                       | Narrate                                           |
| Père Tapit 2001                                   | Tap Your Heels 1996                               | Unbridled 1987                                    | Fappiano                                          |
| Père Tapit 2001                                   | Tap Your Heels 1996                               | Unbridled 1987                                    | Gana Facil                                        |
| Père Tapit 2001                                   | Tap Your Heels 1996                               | Ruby Slippers 1982                                | Nijinsky                                          |
| Père Tapit 2001                                   | Tap Your Heels 1996                               | Ruby Slippers 1982                                | Moon Glitter                                      |
| Mère Feathered 2012                               | Indian Charlie 1995                               | In Excess 1987                                    | Siberian Express                                  |
| Mère Feathered 2012                               | Indian Charlie 1995                               | In Excess 1987                                    | Kantado                                           |
| Mère Feathered 2012                               | Indian Charlie 1995                               | Soviet Sojourn 1989                               | Leo Castelli                                      |
| Mère Feathered 2012                               | Indian Charlie 1995                               | Soviet Sojourn 1989                               | Political Parfait                                 |
| Mère Feathered 2012                               | Receipt 2005                                      | Dynaformer 1985                                   | Roberto                                           |
| Mère Feathered 2012                               | Receipt 2005                                      | Dynaformer 1985                                   | Andover Way                                       |
| Mère Feathered 2012                               | Receipt 2005                                      | Finder's Fee 1997                                 | Storm Cat                                         |
| Mère Feathered 2012                               | Receipt 2005                                      | Finder's Fee 1997                                 | Fantastic Find (famille 20-b)                     |